# Segle XVII aC
El segle XVII aC és un període que comprèn els anys inclosos entre el 1700 aC i el 1601 aC. Hi conviuen pobles a la prehistòria amb d'altres força avançats, com Babilònia.

## Política
La dinastia XVI d'Egipte regna però sotmesa als hikses. Les civilitzacions de l'edat del bronze europees es diferencien culturalment segons les muntanyes que separen cada zona. Babilònia manté els territoris conquerits per Hammurabi però amb desordres interns. A la Xina puja al poder la dinastia Shang després de revoltes aïllades el segle anterior. Hattusilis I governa els hitites.

## Economia i societat
Es produeix l'erupció minoica al final del període, que causarà un canvi climàtic que afectarà a tot Europa i nord d'Àfrica durant el segle posterior, amb un refredament global que malmetrà molts conreus.
La talassocràcia minoica serà un model per a altres pobles mediterranis, entre ells els grecs. Els comerciants esdevenen la classe privilegiada, adquirint rangs de noblesa. La burocràcia estatal per gestionar els seus patrimonis augmenta. La divisió social augmenta a l'Índia, en un moviment que serà l'origen de les castes.

## Invencions i descobriments
S'introdueix el llevat al pa a Egipte, si bé no es va popularitzar fins molt més endavant. A les tauletes d'Enuma anu enlil babilòniques es conserven registres astronòmics de rellevància, inclosos els càlculs sobre el pas de Venus. Comença a usar-se el cautxú en aplicacions experimentals.

## Art, cultura i pensament
S'escriu el papir d'Ipuwer, un document que relata diverses desgràcies que assolen Egipte i que han estat identificades com una de les fonts possibles de les plagues mencionades a la Bíblia que enviaria Moisès (si bé la cronologia difereix, ja que en aquest període hauria viscut Jacob, anterior a l'Èxode).
Segons les troballes arqueològiques, el rei Minos, de caràcter mític, hauria viscut en aquesta època.